# Godsend (film)
Godsend is een Amerikaans/Canadese thriller/drama//sciencefiction/horrorfilm uit 2004, geregisseerd door Nick Hamm. De hoofdrollen worden vertolkt door Greg Kinnear, Rebecca Romijn en Cameron Bright.

## Verhaal
Jessie en Paul Duncan zijn een gelukkig getrouwd stel met een 8 jaar oude zoon, Adam. Wanneer Adam echter de dag na zijn verjaardag om het leven komt bij een auto-ongeluk, is hun verdriet groter dan ooit. Op de begrafenis van hun zoon ontmoeten ze Dr. Richard Wells, een oud-leraar van Jessie. Hij biedt hun aan om Adam te klonen. Op dit aanbod gaan ze vrijwel meteen in. Alles lijkt goed te gaan met Adam II totdat hij zijn 8ste verjaardag viert. Dr. Wells had gezegd dat er dingen fout konden gaan op de leeftijd dat de originele Adam verongelukte. Vanaf dat moment heeft Adam II dan ook nachtmerries, die later zelfs veranderen in visioenen.
Zijn visioenen zijn altijd hetzelfde: een jongen genaamd Zachary loopt door een schoolgebouw terwijl hij door andere kinderen wordt uitgelachen. Deze beelden worden afgewisseld met beelden van de school die afbrandt, schreeuwende kinderen en het beeld van een vrouw die vermoord wordt met een hamer.
Na onderzoek op Adam te hebben gedaan, komt Paul erachter dat de naam van de school Sint Pius luidt en de achternaam van Zachary Clark is. Met deze informatie weet Paul een voormalige oppas van Zachary op te sporen. Zij vertelt hem dat Zachary op school gepest werd, zo erg zelfs dat hij gek werd. Hij ging op een dag naar zijn school, brandde deze af om vervolgens naar huis te gaan, zijn moeder te vermoorden met een hamer en hun eigen huis in brand te zetten. Bij die brand kwam hij om het leven. Via informatie die de oppas aan Paul geeft, wordt duidelijk dat de vader van Zachary niemand anders dan Dr. Wells is. Het blijkt dat hij het DNA van Adam gemixt heeft met dat van Zachary in de hoop zijn eigen zoon terug te krijgen. Zachery's eigen DNA was te erg beschadigd door de brand om te klonen.
Zachery's persoonlijkheid komt nu langzaam naar boven en begint die van Adam te verdringen. Paul haast zich terug naar huis, waar Adam met Zachery's persoonlijkheid probeert Jessie te vermoorden met een bijl. Paul kan hem tijdig stoppen. Adams persoonlijkheid krijgt weer de overhand. Paul en Jessie besluiten te verhuizen naar een andere omgeving in de hoop dat dit Zachery's persoonlijkheid voorgoed zal onderdrukken. Maar hun hoop blijkt vergeefs als Zachery Adam weer in zijn macht krijgt.

## Rolverdeling
| Acteur         | Personage         |
| -------------- | ----------------- |
| Greg Kinnear   | Paul Duncan       |
| Rebecca Romijn | Jessie Duncan     |
| Robert De Niro | Dr. Richard Wells |
| Cameron Bright | Adam Duncan       |
| Janet Bailey   | Cora Williams     |
| Zoie Palmer    | Susan Pierce      |

## Achtergrond
- Rebecca Romijn en Cameron Bright spelen ook samen in X-Men: The Last Stand.
- Als promotiestunt opende Lions Gate Films een website, waarop men claimde contact te kunnen maken met de doden. De distributeur moest de site echter aanpassen, vanwege de vele mailtjes die men ontving met de vraag of ze echt dode mensen terug konden halen. Hij moest duidelijker maken dat het slechts om reclame ging.
- De film bevat een scène overgenomen uit de film  "Audrey Rose" uit 1977.
- De film werd niet al te best ontvangen door critici. Op Rotten Tomatoes scoort de film 4% aan goede beoordelingen.